# Transplants
Transplants — американський рок-гурт.

## Історія
Ветерани панк-року Тім Армстронґ, Тревіс Баркер і Роб Астон сформували Transplants в 1999 році. Гурт був чимось подібним до експерименту, оскільки та Армстронґ і Баркер вже добилися успіху в гуртах Rancid і Blink 182 відповідно. Астон, їх друг, приїхав з Лос-Анджелеса.
Зрештою цей гурт став для них дуже важливим. Всі вони були немов в екстазі від цієї музики.
Дебютний альбом з однойменною назвою гурту вийшов у світ в жовтні 2002 року.
Реліз другого альбому «Haunted Cities» відбувся в червні 2005 року.
Третій альбом, «In a Warzone», вийшов 25 червня 2013 року.
Остання робота гурту, EP «Take Cover» вийшла 13 жовтня 2017 року.

## Склад
- Тім Армстронґ — вокал, гітара
- Тревіс Баркер — ударні
- Роб Астон — вокал
- Кевін Бівона — бас

## Дискографія

### Transplants
Дата виходу: 22 жовтня 2002
Трекліст
1. Romper Stomper
2. Tall Cans In The Air
3. D.J. D.J.
4. Diamonds And Guns
5. Quick Death
6. Sad But True
7. Weigh On My Mind
8. One Seventeen
9. California Babylon
10. We Trusted You
11. D.R.E.A.M.
12. Down In Oakland

### Haunted Cities
Дата вихода: 21 червня 2005
Трекліст
1. Not Today (feat. Sen Dog)
2. Apocalypse Now
3. Gangsters And Thugs
4. What I Can't Describe (feat. Boo Ya Tribe)
5. Doomsday
6. Killafornia (feat. B.Real)
7. American Guns
8. Madness
9. Hit The Fence
10. Pay Any Price
11. I Want It All
12. Crash And Burn (feat. Rakaa)

### In a Warzone
Дата виходу: 25 червня 2013
Трекліст
1. In a Warzone
2. See It to Believe It
3. Back to You
4. Come Around
5. Something's Different
6. Any of Them
7. Silence
8. All Over Again
9. It's a Problem
10. Completely Detach
11. Gravestones and Burial Plots
12. Exit the Wasteland

### Take Cover(EP)
Дата виходу: 13 жовтня 2017
1. Saturday Night
2. Seeing Red
3. Baggy Trousers
4. Nothing but a Heartache
5. Live Fast Die Young
6. Gratitude
7. Won't Be Coming Back